# فرازن-له-آنون
شهر فرازن-له-آنون (به فرانسوی: Frasnes-lez-Anvaing) در شهرستان ات  در استان انو  در منطقه فدرال والوون در کشور بلژیک واقع شده‌است.